# Lục quân Liên Xô
Lực lượng Mặt đất Lực lượng Vũ trang Liên Xô (tiếng Nga: Сухопутные войска Вооруженных сил СССР) là nhánh lục quân của Lực lượng Vũ trang Liên Xô. Là một lực lượng độc lập của Lực lượng Vũ trang Liên Xô, được thành lập vào ngày 25 tháng 2 năm 1946. Lực lượng mặt đất là lực lượng chính và đông nhất trong Lực lượng Vũ trang Liên Xô và là một phần của Quân đội Liên Xô.
Lục quân Liên Xô là lực lượng chủ chốt trong chiến lược tác chiến của Liên Xô trong trường hợp xảy ra xung đột với Hoa Kỳ, hoặc một cuộc xung đột khác liên quan giữa Tổ chức Hiệp ước Bắc Đại Tây Dương (NATO) và Hiệp ước Warsaw (WTO). Lực lượng này có nhiệm vụ phòng thủ lãnh thổ Liên Xô, ngăn chặn các cuộc tấn công đến từ Mỹ tới các nước đồng minh NATO, đồng thời tiêu diệt lực lượng Mỹ và NATO tại khu vực tác chiến dự kiến là châu Âu và phía Bắc châu Á.
Trong những năm 1950-1980, Lục quân Liên Xô bao gồm các binh chủng sau đây:
- Binh chủng Bộ binh cơ giới (Bộ binh đến 12/3/1957);
- Binh chủng Đổ bộ đường không - trong giai đoạn từ tháng 4 năm 1956 đến tháng 3 năm 1964;
- Binh chủng Đổ bộ Tập kích đường không - trong giai đoạn từ tháng 6 năm 1968 đến tháng 8 năm 1990;
- Binh chủng Tăng - Thiết giáp (Binh chủng Thiết giáp Cơ giới đến năm 1954, Binh chủng Thiết giáp đến năm 1960);
- Binh chủng Tên lửa - Pháo binh - RIA (Pháo binh Lục quân Liên Xô cho đến tháng 1 năm 1961);
- Binh chủng Hàng không Lục quân - kể từ tháng 12 năm 1990;
- Binh chủng Thông tin;
- Binh chủng Công binh;
- Binh chủng Phòng không Lục quân;
- Binh chủng Hóa học;
- Các đơn vị Hậu cần.

## Lịch sử
Tiền thân của Lực lượng Mặt đất Lực lượng Vũ trang Liên Xô là lực lượng mặt đất Hồng quân Công Nông (RKKA).

### HậuThế chiến thứ hai
Ở giai đoạn ban đầu, sau khi kết thúc Chiến tranh Vệ quốc vĩ đại, Lực lượng Vũ trang Liên Xô nói chung và Lục quân Liên Xô nói riêng, chiếm tới 80% toàn bộ lực lượng quân đội vào tháng 5 năm 1945, đã bị giảm mạnh hàng loạt trong điều kiện chuyển sang thời bình. Tuy nhiên, mặc dù phần lớn các đội hình và đơn vị quân đội đã bị giảm, nhưng một số đơn vị vẫn kiểm soát hầu hết số quân hiện có. Đội hình quân sự đóng quân ở Đông Âu, đội hình đóng quân ở Viễn Đông và khu vực Ngoại Baikal thực tế không bị giảm do sự thù địch chống lại Nhật Bản vẫn đang tiếp tục. Các đơn vị quân đội được triển khai ở vùng Kavkaz và Trung Á hầu hết được củng cố bằng việc rút khỏi châu Âu, các đơn vị quân đội và đội hình ở đây bị cắt giảm.
Lực lượng tấn công chính của Lục quân trong Chiến tranh Vệ quốc vĩ đại là các đơn vị xe tăng có số lượng 25 nghìn xe tăng. Trong những năm đầu sau chiến tranh, các đơn vị này đã được chuyển đổi thành cơ giới. Do đó, trên lãnh thổ Đông Đức (GDR) trong Tập đoàn quân Lực lượng Vũ trang Liên Xô tại Đức (GSVG) đã triển khai 4 đội quân cơ giới, trong đó, có tính đến hai đội quân được triển khai ở đây đã có 11 sư đoàn cơ giới và 9 sư đoàn xe tăng. Tại Áo có 2 sư đoàn bộ binh, ở Bulgaria và Romania có 4 sư đoàn cơ giới và 1 sư đoàn xe tăng. Ở Ba Lan đã triển khai 1 sư đoàn xe tăng và 1 sư đoàn cơ giới. Ở các khu vực biên giới Liên Xô có 2 quân đoàn ở Quân khu Belarus (BWO) với 4 sư đoàn xe tăng và 4 sư đoàn cơ giới, 2 sư đoàn xe tăng và 2 sư đoàn cơ giới trong Quân khu Carpathian (PrikVO), 3 sư đoàn cơ giới trong Quân khu Odessa (OdVO), 1 sư đoàn xe tăng và 3 đơn vị chiến đấu ở Vùng Kaliningrad (Quân khu Baltic, PribVO). 2 sư đoàn xe tăng và 2 sư đoàn cơ giới được triển khai như một phần của Quân đoàn 36 (đóng quân ở vùng Ngoại Baikal gần Borzya), năm 1948 được chuyển thành Quân khu Ngoại Baikal (ZabVO). Sư đoàn xe tăng số 1, đóng quân ở khu vực Ulan-Ude.
Để đối phó với sự hình thành của NATO vào ngày 4 tháng 4 năm 1949, Liên Xô đã bắt đầu hợp nhất các đồng minh của mình ở Đông Âu, mà đỉnh điểm là ký kết vào tháng 5 năm 1955 về thỏa thuận thành lập Tổ chức Hiệp ước Warsaw (WPA).
Đồng thời, cơ sở binh chủng xe tăng lúc bấy giờ được hình thành từ các xe tăng giải phóng thời chiến, và ngay giữa những năm 1950, Liên Xô đã tiếp tục sản xuất các loại IS-2, IS-3, IS-4 và T-10, được cung cấp cho các sư đoàn xe tăng hạng nặng mới được thành lập được triển khai với số lượng lớn ở BWO và PrikVO.

### Thời đại củaNikita Khrushchev(1953-1964)
Tình hình quốc tế ngày càng trầm trọng do bắt đầu "Chiến tranh Lạnh" đã dẫn đến sự gia tăng tổng quân số Lực lượng Vũ trang Liên Xô tăng thêm 1,5 triệu người, nhưng vào cuối thập niên 1940 và đặc biệt là vào nửa cuối thập niên 1950 giảm một lần nữa, chủ yếu ở lục quân. Tuy nhiên, điều này đã không được thực hiện do sự gia tăng khủng hoảng trong quan hệ quốc tế, gây ra bởi sự cố máy bay do thám Mỹ Lockheed U-2, đã bị bắn hạ trong lãnh thổ Liên Xô. Đỉnh điểm của sự leo thang Cuộc khủng hoảng Berlin năm 1961 và Cuộc khủng hoảng tên lửa Cuba năm 1962.
Trong thời kỳ này, các đơn vị cơ giới được hình thành ngay sau chiến tranh được chuyển thành các đơn vị Bộ binh cơ giới, nhưng chủ yếu là các đơn vị xe tăng; các đơn vị Bộ binh được chuyển thành các đơn vị Bộ binh cơ giới. Do dòng xe tăng hạng nặng IS-3, IS-4 và T-10 được bàn giao cho quân đội, các sư đoàn xe tăng hạng nặng tiếp tục được thành lập: GSVG - 2 sư đoàn, BWO - 2 sư đoàn, trong các quân khu Kiev (KVO) và Bắc Caucian (SKVO) mỗi quân khu thêm 1 sư đoàn. Những phân chia này tồn tại đến giữa những năm 70. Bên cạnh đó, từ đầu những năm 60, các sư đoàn xe tăng huấn luyện bắt đầu được thành lập ở các vùng tại Liên Xô, các các quân khu Belarus, Baltic, Kiev, Ural, Ngoại Baikal và Viễn Đông.
Đồng thời, việc giảm quân do Khrushchev bắt đầu dẫn đến việc giải tán một số lượng lớn các đơn vị hiện có. 2 sư đoàn xe tăng đã bị giải tán trong BWO và 3 sư đoàn xe tăng trong ZabVO. Kết quả là, vào đầu những năm 60, những chiếc xe tăng hạng nặng T-10 đã được gửi đến phục vụ ở Viễn Đông và Ngoại Baikan.
Tuy nhiên, đến đầu những năm 1960, 6 quân đoàn xe tăng đã được triển khai trong Quân đội Liên Xô: 2 quân đoàn ở Đông Đức, Belarus và Ukraine. 2 đội quân xe tăng khác, tại Đông Đức, được đổi tên thành quân đội liên hiệp. Số lượng xe tăng của Liên Xô vào năm 1965 là 30,500.
Trong thời gian này, Quân đội Liên Xô đã tấn công trong các sự kiện ở Hungary năm 1956 - đó là chiến dịch đầu tiên sau chiến tranh với việc sử dụng lực lượng lục quân của cơ quan tối cao Liên Xô.

### Thời kỳBrezhnev(1964-1982)
Đến cuối những năm 1960, Trung Quốc đã được thêm vào kẻ thù có thể xảy ra, và do đó ở Ngoại Baikal và Viễn Đông đã được tăng thêm các loại quân đoàn, bao gồm 3 sư đoàn xe tăng từ Quân khu Leningrad (LenVO), PribVO và SKVO được di chuyển khẩn cấp. Các đội quân mới đang được khẩn trương thành lập ở khu vực ZabVO và Mông Cổ, và 2 sư đoàn xe tăng cũng đang được triển khai ở Mông Cổ. Ngoài ra, quân đội tăng cường (UR) đã được hình thành với tới 230 trung đội xe tăng bao gồm các xe tăng T-34-85, IS-2, IS-3, IS-4 và T-54/55. Ngoài ra còn có "xe lửa bọc thép" với nền tảng xe tăng. Để quản lý các đội quân này, năm 1979, Bộ Tổng tư lệnh quân đội Viễn Đông (GKVDV) đã được thành lập.
Do mối quan hệ với Trung Quốc tăng nặng trong giai đoạn này, vào ngày 24 tháng 6 năm 1969, Quân khu Trung Á cũng được thành lập.
Đến năm 1975, số lượng xe tăng của Liên Xô đã lên tới 42 nghìn. Đến năm 1978, Lục quân Liên Xô đã có 50 nghìn xe tăng.
Trong thời gian này, Lục quân, cùng với các thành phần khác của Lực lượng Vũ trang Liên Xô, đã tham gia vào sự kiện ở Tiệp Khắc (năm 1968, hoạt động "Danube"), và cả trong chiến tranh Afghanistan.

### Thời kỳ "perestroika" (1982-1991)
Tình hình quốc tế do sự kiện Chuyến bay 007 của Hàn Quốc bị tiêm kích Liên Xô bắn hạ vào ngày 1 tháng 9 năm 1983, một lần nữa dẫn đến việc tăng cường đối đầu giữa WTO và NATO. Trong thời kỳ này, để kiểm soát quân đội và đội hình được triển khai ở Đông Âu, tương tự như GKVDV, được thành lập vào năm 1984:
- Bộ Tư lệnh chủ lực phía Tây, liên kết các đội quân của GSVG, Tập đoàn quân phía Bắc (SGV, được triển khai ở Ba Lan), Tập đoàn quân Trung tâm (TSGV, được triển khai ở Tiệp Khắc), các quân khu Belarus và Carpathian;
- Bộ Tư lệnh chủ lực phía Tây Nam - Tập đoàn quân phía Nam (JuGV, đóng quân tại Hungary), OdVO, KVO;
- Bộ Tư lệnh chủ lực phía Nam gồm các vùng quân sự Transcaucasian (Zakvoye), Bắc Caucian (Bắc Kavkaz), Turkestan (Turkmenistan).

Liên quan đến tuyên bố của Gorbachev về "chiến lược bảo vệ quốc phòng hợp lý", trong những thời gian này, Lực lượng Vũ trang Liên Xô và Lực lượng mặt đất nói riêng đã trải qua các đợt cắt giảm lớn, quản lý quân đội, quân đoàn, các bộ phận bị giải tán, các bộ phận của các nhân viên bị giảm đã được chuyển đổi thành các căn cứ lưu trữ vũ khí và thiết bị quân sự (BHVT) và các cơ sở lưu trữ tài sản (BHI), các bộ phận đào tạo được chuyển thành "trung tâm huấn luyện".
Năm 1989, Quân khu Volga được sáp nhập với Quân khu Ural thành Quân khu Volga-Ural (RUVO), và Quân khu Trung Á được sáp nhập với Quân khu Turkestan.
Năm 1991, Quân đội Liên Xô có 32 sư đoàn xe tăng và hơn 100 sư đoàn bộ binh cơ giới.
Từ bộ máy quân sự Liên Xô sụp đổ, Nga đã nhận được 85% đơn vị quân đội và đội hình, cũng như các thiết bị quân sự, tuy nhiên, do đặc thù của việc triển khai Liên Xô thường tập trung vũ khí hiện đại ở các khu vực biên giới Liên Xô, nên Nga tiếp nhận thường không phải là hiện đại và gặp phải những thách thức mới. Các đội hình sẵn sàng chiến đấu nhất, được trang bị các thiết bị hiện đại nhất (được gọi là "đội quân chiến lược thứ hai"), vẫn còn trên lãnh thổ của Belarus (BVO) và Ukraine (PrikVO, KVO, OdVO).

## Hoạt động quân sự
Trong thời kỳ hậu chiến, binh lính Liên Xô và các chuyên gia Liên Xô đã tham gia vào một số cuộc xung đột quân sự ở nhiều nước trên thế giới, chủ yếu là cố vấn và huấn luyện. Tuy nhiên, các xung đột được liệt kê dưới đây được đánh dấu bằng sự tham gia của các đơn vị chính quy từ Lực lượng Mặt đất Liên Xô.

### Nổi dậy vũ trang ởHungarynăm 1956
Cuộc nổi dậy vũ trang chống chính phủ ở Hungary bắt đầu bằng một cuộc biểu tình vào ngày 23 tháng 10 năm 1956 tại Budapest. Do sự bất lực thực sự của chính quyền Hungary trong tình huống này, các đơn vị của Quân đoàn đặc biệt đã buộc phải chịu gánh nặng chính là mang lại trật tự cho đất nước "anh em" của nền dân chủ nhân dân. Các đơn vị thuộc Sư đoàn cơ giới số 2 là những người đầu tiên tiến vào thủ đô Budapest. Sau khi các đơn vị chính quy của quân đội Hungary theo phía phiến quân, tại Moscow, quyết định bổ sung quân sự đã được chấp nhận. 
Trong chiến dịch được đặt tên "Cơn lốc" (Вихрь) đã nhận được thêm 11 sư đoàn liên hiệp thành 2 quân đoàn và Quân đoàn đặc biệt tham gia, tổng cộng khoảng 60 nghìn người, hơn 3000 xe tăng (chủ yếu là T-54/55) và pháo tự hành, nhiều thiết bị khác: từ PrikVO - sư đoàn tăng 31, sư đoàn dù 31, sư đoàn bộ binh 13, sư đoàn cơ giới 27, sư đoàn bộ binh 128; từ Pribvo - sư đoàn dù 7; từ OdVO - sư đoàn bộ binh cơ giới 35 và sư đoàn bộ binh 66. Ở phía đông Hungary, quân đoàn cơ giới 8 cũng có chức năng như một phần của bốn sư đoàn: sư đoàn tăng 31, sư đoàn tăng 11, sư đoàn cơ giới 32, sư đoàn bộ binh 70.
Tổng cộng, phải mất 5 ngày để khôi phục lại trật tự. Để đảm bảo "trật tự xã hội chủ nghĩa", Tập đoàn quân phía Nam (Южная группа войск) được thành lập từ thành phần quân đoàn còn lại ở Hungary.

### Cuộc khủng hoảng tên lửa Cuba năm 1962
Để bảo vệ các tên lửa đạn đạo chiến lược của Liên Xô được triển khai ở Cuba vào tháng 7 - tháng 10 năm 1962, bốn trung đoàn bộ binh cơ giới từ LVO dựa trên lực lượng của các sư đoàn cơ giới 45 và 64 đã được bố trí lại cho Cuba trong Chiến dịch Anadyr: 302, 314, 400 và 496. Mỗi trung đoàn bộ binh cơ giới có tổng cộng 2,500 nhân viên, có một cấu trúc đặc biệt: ba tiểu đoàn bộ binh cơ giới, một tiểu đoàn tăng và một tiểu đoàn tên lửa với tên lửa 2K6 Luna. Trong các điều kiện bí mật thường thấy ở thời Liên Xô, các trung đoàn này đã được chỉ định các số khác nhau trong quá trình tái bố trí cho Cuba: 43, 74, 108, 146. Ngoài ra, hai tiểu đoàn tăng được trang bị xe tăng T-55 mới nhất cũng được triển khai. Tổng số quân được triển khai ở Cuba hơn 50 nghìn người.
May mắn thay, những đội quân này đã không phải tham gia vào cuộc đối đầu quân sự giữa Hoa Kỳ và Liên Xô, có thể dẫn đến Thế chiến III. Điều kiện chính để giải quyết cuộc khủng hoảng là việc rút các đơn vị tên lửa khỏi Cuba, được lãnh đạo Liên Xô thực hiện. Đồng thời, các đơn vị khác, bao gồm 3 trung đoàn bộ binh cơ giới, cũng được rút.
Các đơn vị Lục quân còn lại ở Cuba, vào ngày 12 tháng 9 năm 1962, trên cơ sở trung đoàn bộ binh cơ giới 43, lữ đoàn bộ binh cơ giới 7 được thành lập, tạo thành Nhóm chuyên gia quân sự Liên Xô tại Cuba. Vào tháng 9 năm 1979, nhóm chính thức được giới thiệu với cộng đồng thế giới với tư cách là trung tâm huấn luyện 12. Đến năm 1989, lữ đoàn gồm 2,738 người, 40 xe tăng, 40 xe chiến đấu bộ binh (BMP) và 80 xe bọc thép chở quân (BTR). Năm 1991, lãnh đạo Nga quyết định rút lữ đoàn, số lượng đến thời điểm này đã giảm xuống còn 1,500 người.

### Xung đột biên giới với Trung Quốc 1968-1969
Nguyên nhân của các cuộc xung đột biên giới giữa Liên Xô và Trung Quốc bắt nguồn từ thế kỷ XVII - đầu thế kỷ XX.
Mặc dù các cuộc tham vấn bắt đầu vào ngày 25 tháng 2 năm 1964 với phía Trung Quốc liên quan đến việc phân định ranh giới, kéo dài sáu tháng, một số vấn đề không được giải quyết đến cùng.
Tình trạng đặc biệt khó khăn đã phát triển ở các khu vực thuộc các huyện biên giới Thái Bình Dương và Viễn Đông, dẫn đến mùa đông năm 1968-1969, và cuộc đối đầu bắt đầu.
Liên quan đến sự bùng nổ của chiến sự trong khu vực. Bộ chỉ huy Damanski Quân khu Viễn Đông ban đầu phân bổ hai đại đội bộ binh cơ giới, hai trung đội tăng và trung đội súng cối 120mm của sư đoàn cơ giới 135 hỗ trợ cho lực lượng biên phòng. Chỉ vào tối ngày 15 tháng 3 năm 1969, một mệnh lệnh từ Moscow cho phép có thể sử dụng các đơn vị chính quy của Lực lượng Vũ trang Liên Xô để hỗ trợ cho lính biên phòng, cho đến thời điểm từ cuối tháng 1, Liên Xô chỉ đơn thuần kiềm chế sự tấn công của các đơn vị chính quy Trung Quốc. 
Vào thời điểm 17:10, trung đoàn pháo binh, tiểu đoàn BM-21 và hai trung đội súng cối 120mm đã thực hiện một cuộc tấn công bằng pháo kéo dài mười phút vào toàn bộ sâu bên trong lãnh thổ Trung Quốc. Sau khi được pháo kích, hai đại đội của một tiểu đoàn bộ binh cơ giới, cùng với tiền đồn của một nhóm lính biên phòng cơ động trên 12 xe thiết giáp với 5 xe tăng, tấn công Trung Quốc và đánh bật ra khỏi đảo. Sau đó, nơi người Trung Quốc đang kiểm tra pháo đài ở biên giới Liên Xô, là khu vực của làng Dulaty, vùng Semipalatinsk. Một tiểu đoàn tăng độc lập, một tiểu đội bộ binh cơ giới, một đại đội tăng và một trung đội súng cối của trung đoàn bộ binh cơ giới 215, cũng như một tiểu đoàn của trung đoàn bộ binh cơ giới 369 đã được điều đến khu vực này. Liên quan đến việc tấn công Trung Quốc tại biên giới mục đích tăng cường các đơn vị này và các tiền đồn biên giới đã được chuyển đến đại đội bộ binh cơ giới, trung đội tăng và trung đội súng cối của trung đoàn 369, cũng như các đơn vị của Quân đoàn 18. Cuộc đụng độ quân sự đã không diễn ra sau đó.
Khu vực xung đột tiếp theo ở biên giới Xô-Trung là khu vực hồ Zhalanashkol. Tại khu vực này Lục quân không tham gia.

### Mùa xuân Prague (1968)
Vào mùa xuân năm 1968, lãnh đạo Liên Xô đã quyết định rằng cần phải tiến hành các hoạt động trong Lực lượng Vũ trang Liên Xô để chuẩn bị hành động ở Tiệp Khắc.
Chiến dịch sử dụng quân đội, tên mật hiệu là "Danube", được chuẩn bị ngày 17 tháng 8 năm 1968. Cùng ngày, quyết định cuối cùng về việc bắt đầu các hoạt động chiến đấu đã được đưa ra.
Việc tập trung quân đội ở biên giới Tiệp Khắc được tiến hành bí mật. Đối với mục đích này, một số bài huấn luyện đã được tiến hành. Nói chung, các cuộc tập trận của khối Warsaw, được tổ chức từ tháng 5 đến tháng 8, được sử dụng như một cách độc đáo để ngụy trang, cho phép che giấu các dấu hiệu của một cuộc xâm lược sắp xảy ra. Đồng thời với các cuộc tập trận dưới vỏ bọc, các vấn đề về hậu cần và hỗ trợ hậu cần của quân đội được đưa ra đã được giải quyết.
Đến ngày 20 tháng 8, các hoạt động chuẩn bị đã được hoàn thành. Vào thời điểm đó, nhóm quân số lên tới 500 nghìn người. Có khoảng 5 nghìn xe tăng và xe bọc thép. Quân đội Liên Xô được đại diện trong nhóm bằng các đội hình và đơn vị Tập đoàn quân Xe tăng 1, Tập đoàn quân liên hợp 20, Tập đoàn không quân 16 (GSVG), Tập đoàn quân 11 (PribVO), Tập đoàn quân tăng 5, Tập đoàn quân 28 (BVO), Tập đoàn quân 13 và 38, Quân đoàn 28 (PrikVO) và Tập đoàn không quân 14 (OdVO). Nhiều sư đoàn tham gia hỗ trợ tham chiến cùng.
Vào tháng 8 năm 1968, Quân đội Liên Xô tiến vào Tiệp Khắc, tổn thất mất 12 người, 76 người bị thương. Bảy phương tiện chiến đấu đã bị đốt cháy, hơn 300 phương tiện bị hư hại.

### Chiến tranh Afghanistan 1979-1989
Thành phần quân đội tiến vào Afghanistan để thực hiện "nghĩa vụ quốc tế" được hình thành bởi Tập đoàn quân 40. Toàn bộ nhóm quân sự được đặt tên là "Đội quân có giới hạn Lực lượng Liên Xô tại Afghanistan".
Tổng số quân đội Liên Xô ở Afghanistan trong giai đoạn đầu lên tới 81,1 nghìn nhân viên quân sự, bao gồm 61,8 nghìn trong các đơn vị chiến đấu. Khoảng 2,4 nghìn xe bọc thép (khoảng 600 xe tăng, 1500 xe chiến đấu bộ binh, 290 xe bọc thép), 900 súng gồm nhiều súng cối, 500 máy bay trực thăng và máy bay tiêm kích. Sau đó, quy mô của quân đội tăng dần, đạt đến đỉnh điểm 108,8 nghìn người vào năm 1986. Tuy nhiên, trong số 133 tiểu đoàn quân đội, 82 tiểu đoàn thực hiện các chức năng an ninh không chiến đấu - bảo vệ thông tin liên lạc, sân bay và các cơ sở kinh tế và quân sự khác nhau.
Vào ngày 15 tháng 5 năm 1988, sau khi ký Hiệp định Genève về Afghanistan, việc  Liên Xô rút quân khỏi Afghanistan bắt đầu, kết thúc vào ngày 15 tháng 2 năm 1989.

## Huấn luyện
Do bước vào thời bình, nên thường ngày Lực lượng Vũ trang Liên Xô, bao gồm cả Quân đội, được huấn luyện chiến đấu. Quân đội đã đạt được sự củng cố về mặt lý thuyết và thực tiễn.
Đặc biệt chú trọng liên kết các lực lượng đồng minh trong Khối Warsaw.

## Quân số
Dữ liệu hầu hết dựa trên ước tính của các chuyên gia phương Tây.
- tháng 3/1946: 9 822 000[1]
- 1948: 2 444 000[1][2]
- 1957: 2 200 000[3]
- 1960: 2 250 000[4]
- 7/1961: 1 935 000[5]
- 1965: 1 616 000[6] — 1 800 000[7]
- 1970: 1 750 000[6]
- 1975: 1 900 000[8] — 2 500 000[7]
- 1977: 1 825 000
- 1/1981: 1 650 000[4]
- 1985: 1 995 000[9]
- 10/1987: 2 000 000[10]
- 1/1989: 1 596 000[11] — 2 000 000[12]
- 1990: 1 473 000[9]
- 1991: 1 400 000[13]

| Năm             | Bộ binh | Cơ giới | Xe tăng | Bộ binh cơ giới | Dù xung kích | Tổng |
| --------------- | ------- | ------- | ------- | --------------- | ------------ | ---- |
| 1947 - 1950     | 83      | 25      | 25      | —               | 5            | 175  |
| 1950 - 1957     | 12      | 30      | 24      | 60              |              | 155  |
| 1957 - 1960     | 53      |         | 24      |                 | 10           | 136  |
| 1960 - 1/7/1961 | 26      | —       | 26      | 87              | 8            | 147  |
| 1961 - 1964 год | —       | —       | 43      | 88              | 7            | 138  |
| 1964 - 1970     | —       | —       | 43      | 108             | 8            | 159  |
| 1970 - 1974     | —       | —       | 44      | 118             | 8            | 170  |
| 1974 - 1977     | —       | —       | 50      | 134             | 7            | 191  |
| 1977 - 1985     | —       | —       | 51      | 141             | 7            | 213  |
| 1985 - 1989     | —       | —       | 52      | 150             | 7            | 214  |
| 1989 - 1990     | —       | —       | 46      | 142             | 7            | 216  |
| 1990 - 1991     | —       | —       | 32      | 100             | 7            | 159  |

## Trang thiết bị
Bài chi tiết: Danh sách vũ khí và trang thiết bị quân sự của Lực lượng mặt đất Liên Xô năm 1990
Năm 1960, Lực lượng Mặt đất Liên Xô gồm có 136 sư đoàn, được trang bị 35,000 xe tăng.
Tính đến tháng 1 năm 1981, Lực lượng Mặt đất Liên Xô gồm 175 sư đoàn, bao gồm 45 sư đoàn xe tăng, 120 sư đoàn bộ binh cơ giới và 9 sư đoàn dù. Trang thiết bị đội quân này đã lên tới 50,000 xe tăng, 65,000 xe bọc thép, hơn 12,000 hệ thống phòng không.
Tính đến ngày 1/1/1989, lực lượng mặt đất của Liên Xô gồm 249 sư đoàn (bao gồm nhiều thành phần cơ động), có 77,200 xe tăng, 90,500 đơn vị pháo binh và súng cối (những con số này cũng bao gồm các thiết bị được lưu trữ tại thời điểm kết thúc Thế chiến II).
Vũ khí của lực lượng mặt đất cho năm 1990:
- 55,000 xe tăng, bao gồm 4,000 T-80, 10,000 T-72, 9,700 T-64, 11,300 T-62, 19,000 T-54/55 và 1,000 PT-76;
- 70,000 xe chiến đấu bọc thép, bao gồm BTR-80, BTR-70, BTR-60, BTR-50, BTR-D, BTR-152 và MT-LB;
- 24,000 xe chiến đấu và tấn công bộ binh, bao gồm BMP-1, BMP-2, BMP-3, BMD-1, BMD-2 và BMD-3;
- 3,500 xe trinh sát chiến đấu BRDM-2 và BRDM-1;
- 33,000 đơn vị pháo binh, bao gồm 4,379 D-30 122 mm 2A18 , 1,175 M46 130mm, 1,700 D-20 152 mm, 598 2A65 152mm Msta-B, 1,007 2A36 152mm Giatsint-B , 857 D-1, 1,693 ML-20 152 mm M1937, 1,200 M-30 122 mm M1938, 478 B-4 203 mm M1931 và D-74 122 mm, D-48, D-44 85 mm, T-12 100mm , cũng như BS-3 100 mm M1944;
- 9,000 khẩu pháo tự hành (ACS) bao gồm 2,751 2S1 Gvozdika, 2,325 2S3 Akatsiya, 507 2S5 Giatsint-S, 347 2S7 Pion, 430 2S4 Tyulpan, 20 2S19 Msta-S, ASU-85, và 2S9 Nona;
- 8000 đơn vị pháo binh tên lửa (MLRS), bao gồm BM-21, 818 BM-27, 123 BM-30, 18 BM-24, TOS-1, BM-25, cũng như BM-14;
- Tổ hợp tên lửa  OTR "Scud",R-17, OTR-21 Tochka, OTR-23 Oka và 9K52 Luna-M;
- Hệ thống tên lửa phòng không mặt đất - 1,350 2K11 Krug, 850 2K12 Kub, 950 9K33 Osa, 430 9K31 Strela-1, 300 9K37 Buk, 70 S-300V, 860 9K35 Strela-10, 20 9K330 Tor và 130 9K22 Tunguska;
- 12,000 đơn vị hệ thống pháo phòng không, bao gồm ZU-23-2, ZPU-1/2/4, S-60 AZP 57 mm, 72-K 25mm M1940, 61-K 37 mm, 52-K 85 mm M1939, KS-19 100mm, ZSU-23-4 và ZSU-57-2;
- 4,300 máy bay trực thăng của quân đội, bao gồm 1,420 tấn công Mil Mi-24, 600 Mil Mi-2, 1,620 Mil Mi-8, 290 Mil Mi-17, 450 Mil Mi-6 và 50 Mil Mi-26, 6 mẫu Mil Mi-28 và 2 Kamov Ka-50.

## Tổ chức
Các lực lượng vũ trang Liên Xô đã được chia theo nguyên tắc lãnh thổ thành các quân khu (32, sau đó giảm xuống còn 16, và sau khi tái tổ chức vào năm 1989 còn 14) và các tập đoàn quân (quân đội Liên Xô ở nước ngoài):
- Huân chương Lenin Quân khu Moskva (MVO);
- Huân chương Lenin Quân khu Leningrad (LVO);
- Cờ đỏ Quân khu Baltic (PribVO), sau này là Tập đoàn quân Tây Bắc;
- Cờ đỏ Quân khu Belarus (BVO);
- Cờ đỏ Quân khu Kiev (KVO);
- Cờ đỏ Quân khu Carpathian (PrikVO);
- Cờ đỏ Quân khu Odessa (OdVO);
- Cờ đỏ Quân khu Bắc Kavkaz (SKVO);
- Cờ đỏ Quân khu Transcaucasian (ZakVO);
- Cờ đỏ Quân khu Volga (PRIVO);
- Cờ đỏ Quân khu Trung Á (SAVO);
- Cờ đỏ Quân khu Turkestan (KTurkVO);
- Cờ đỏ Quân khu Ural (UrVO);
- Cờ đỏ Quân khu Siberia (SibVO);
- Huân chương Lenin Quân khu Transbaikal (ZabVO);
- Cờ đỏ Quân khu Viễn Đông (DVO);
- Tập đoàn quân phía Bắc (SGV);
- Tập đoàn quân Trung tâm (TsGV);
- Tập đoàn quân Liên Xô tại Đức (GSOVG, sau đó là GSVG), sau này - Tập đoàn quân phía Tây (ZGV);
- Tập đoàn quân phía Nam (SOF);
- Đoàn chuyên gia quân sự Liên Xô ở Cuba (GSVSK)

## Sự hiện diện quân sự bên ngoàiLiên Xô
Vào những thời điểm khác nhau, các đơn vị lục quân và đội hình của Lực lượng Vũ trang Liên Xô đã được triển khai ở nhiều khu vực khác nhau trên thế giới:
- ở Đông Âu:
  - Tập đoàn quân phía Bắc (SGV) - trên lãnh thổ Cộng hòa Nhân dân Ba Lan từ năm 1945 đến năm 1991;
  - Tập đoàn quân Trung tâm (CHF) - ở Áo, Hungary và Tiệp Khắc - từ năm 1945 đến 1955, và ở Tiệp Khắc - từ năm 1968 đến năm 1991;
  - Tập đoàn quân Liên Xô ở Đức (GSOVG, sau đó là GSVG) - tại Cộng hòa Dân chủ Đức từ năm 1945 đến 1994;
  - Tập đoàn quân phía Nam (UGV) - trên lãnh thổ Bulgaria và Romania từ năm 1945 đến 1947, tại Hungary - từ năm 1956 đến năm 1992;
  - Quân đoàn đặc biệt - trên lãnh thổ Hungary năm 1955-1957;
  - Quân đoàn cơ giới độc lập (còn gọi là Quân đội độc lập 1) - trên lãnh thổ Romania năm 1947-1958.
- ở Afghanistan:
  - Đội quân hạn chế quân đội Liên Xô ở Afghanistan (hoạt động trực thuộc chỉ huy của Lực lượng Phòng không) từ 1979 đến 1989;
- ở Mông Cổ:
  - Quân đội Liên Xô tại Mông Cổ (nhanh chóng tuân theo lệnh của ZabVO);
- ở Cuba:
  - Đoàn chuyên gia quân sự Liên Xô ở Cuba (GSVSK);
- ở châu Á
  - Quân đoàn 39 Trung Quốc - trên lãnh thổ Trung Quốc năm 1945-1953

## Tổng Tư lệnh
Trong khoảng thời gian từ 26/03/1950 đến 03/13/1955 và từ ngày 7 tháng 3 năm 1964 đến ngày 5 tháng 11 năm 1967, Bộ Tư lệnh Lục quân đã bị bãi bỏ và giải tán hai lần. Trong giai đoạn này, các chức năng của kiểm soát Lục quân lực lượng vũ trang Liên Xô đã được chuyển cho Bộ Quốc phòng Liên Xô.
- Ủy viên Trung ương Đảng
- Ủy viên Dự khuyết Trung ương Đảng

| STT                                             | Tên                                       | Quân hàm | Quân hàm                      | Chức vụ | Chức vụ                                                                                   | Nhiệm kỳ | Nhiệm kỳ  | Ghi chú |
| STT                                             | Tên                                       | Quân hàm | Quân hàm                      | Chức vụ | Chức vụ                                                                                   | Bổ nhiệm | Bãi nhiệm | Ghi chú |
| ----------------------------------------------- | ----------------------------------------- | -------- | ----------------------------- | ------- | ----------------------------------------------------------------------------------------- | -------- | --------- | ------- |
| 1                                               | Georgy Konstantinovich Zhukov (1896-1974) |          | Nguyên soái Liên bang Xô Viết |         | Tổng Tư lệnh Lục quân Lực lượng Vũ trang Liên Xô                                          | 3/1946   | 7/1946    |         |
| 2                                               | Ivan Stepanovich Konev (1897-1973)        |          | Nguyên soái Liên bang Xô Viết |         | Tổng Tư lệnh Lục quân Lực lượng Vũ trang Liên Xô Thứ trưởng Bộ lực lượng vũ trang Liên Xô | 7/1946   | 3/1950    |         |
| Không thiết lập chức vụ từ tháng 3/1950-3/1955≥ |                                           |          |                               |         |                                                                                           |          |           |         |
| 2                                               | Ivan Stepanovich Konev (1897-1973)        |          | Nguyên soái Liên bang Xô Viết |         | Tổng Tư lệnh Lục quân Lực lượng Vũ trang Liên Xô Thứ trưởng Bộ Quốc phòng Liên Xô         | 5/1955   | 3/1956    |         |
| 3                                               | Rodion Yakovlevich Malinovsky (1898-1967) |          | Nguyên soái Liên bang Xô Viết |         | Tổng Tư lệnh Lục quân Lực lượng Vũ trang Liên Xô Thứ trưởng Bộ Quốc phòng Liên Xô         | 3/1956   | 10/1957   |         |
| 4                                               | Andrei Antonovich Grechko (1903-1976)     |          | Nguyên soái Liên bang Xô Viết |         | Tổng tư lệnh Lục quân Lực lượng Vũ trang Liên Xô Thứ trưởng Bộ Quốc phòng Liên Xô         | 11/1957  | 4/1960    |         |
| 5                                               | Vasily Ivanovich Chuikov (1900-1982)      |          | Nguyên soái Liên bang Xô Viết |         | Tổng tư lệnh Lục quân Lực lượng Vũ trang Liên Xô Thứ trưởng Bộ Quốc phòng Liên Xô         | 4/1960   | 6/1964    |         |
| Không thiết lập chức vụ từ tháng 6/1964-11/1967 |                                           |          |                               |         |                                                                                           |          |           |         |
| 6                                               | Ivan Grigoryevich Pavlovsky (1909-1999)   |          | Đại tướng                     |         | Tổng tư lệnh Lục quân Lực lượng Vũ trang Liên Xô Thứ trưởng Bộ Quốc phòng Liên Xô         | 11/1967  | 11/1980   |         |
| 7                                               | Vasiliy Ivanovich Petrov (1917-2014)      |          | Nguyên soái Liên bang Xô Viết |         | Tổng tư lệnh Lục quân Lực lượng Vũ trang Liên Xô Thứ trưởng Bộ Quốc phòng Liên Xô         | 11/1980  | 1/1985    |         |
| 8                                               | Yevgeni Filippovich Ivanovski (1918-1991) |          | Đại tướng                     |         | Tổng tư lệnh Lục quân Lực lượng Vũ trang Liên Xô Thứ trưởng Bộ Quốc phòng Liên Xô         | 2/1985   | 1/1989    |         |
| 9                                               | Valentin Ivanovich Varennikov (1923-2009) |          | Đại tướng                     |         | Tổng tư lệnh Lục quân Lực lượng Vũ trang Liên Xô Thứ trưởng Bộ Quốc phòng Liên Xô         | 1/1989   | 8/1991    |         |
| 10                                              | Vladimir Magomedovich Semyonov (1940-)    |          | Đại tướng                     |         | Tổng tư lệnh Lục quân Lực lượng Vũ trang Liên Xô Thứ trưởng Bộ Quốc phòng Liên Xô         | 8/1991   | 2/1992    |         |

## Tổng Tham mưu trưởng
Trong khoảng thời gian từ 26/03/1950 đến 03/13/1955 và từ ngày 7 tháng 3 năm 1964 đến ngày 5 tháng 11 năm 1967, Bộ Tham mưu Lục quân đã bị bãi bỏ và giải tán hai lần. Trong giai đoạn này, các chức năng của kiểm soát Lục quân Lực lượng Vũ trang Liên Xô đã được chuyển cho Bộ Tổng Tham mưu Lực lượng Vũ trang Liên Xô
| STT                                             | Tên                                         | Quân hàm | Quân hàm     | Chức vụ | Nhiệm kỳ | Nhiệm kỳ  | Ghi chú |
| STT                                             | Tên                                         | Quân hàm | Quân hàm     | Chức vụ | Bổ nhiệm | Bãi nhiệm | Ghi chú |
| ----------------------------------------------- | ------------------------------------------- | -------- | ------------ | --- | -------- | --------- | ------- |
| 1                                               | Ivan Vasilievich Smorodinov (1894-1953)     |          | Thượng tướng | Tổng Tham mưu trưởng Lục quân Lực lượng Vũ trang Liên Xô                                                               | 3/1946   | 4/1946    |         |
| 2                                               | German Kapitonovich Malandin (1894-1961)    |          | Đại tướng    | Tổng Tham mưu trưởng Lục quân Lực lượng Vũ trang Liên Xô Phó Tổng Tư lệnh Lục quân Lực lượng Vũ trang Liên Xô          | 5/1946   | 11/1948   |         |
| 3                                               | Mikhail Sergeevich Malinin (1899-1960)      |          | Đại tướng    | Tổng Tham mưu trưởng Lục quân Lực lượng Vũ trang Liên Xô Phó Tổng Tư lệnh Lục quân Lực lượng Vũ trang Liên Xô          | 11/1948  | 3/1950    |         |
| Không thiết lập chức vụ từ tháng 3/1950-3/1955  |                                             |          |              | |          |           |         |
| 2                                               | German Kapitonovich Malandin (1894-1961)    |          | Đại tướng    | Tổng Tham mưu trưởng Lục quân Lực lượng Vũ trang Liên Xô Phó Tổng Tư lệnh Lục quân Lực lượng Vũ trang Liên Xô          | 3/1955   | 7/1956    |         |
| 4                                               | Markian Mikhaylovich Popov (1902-1969)      |          | Đại tướng    | Tổng Tham mưu trưởng Lục quân Lực lượng Vũ trang Liên Xô Phó Tổng Tư lệnh Lục quân Lực lượng Vũ trang Liên Xô          | 8/1956   | 7/1962    |         |
| 5                                               | Sergei Matveevich Shtemenko (1907-1976)     |          | Trung tướng  | Tổng Tham mưu trưởng Lục quân Lực lượng Vũ trang Liên Xô Phó Tổng Tư lệnh Lục quân Lực lượng Vũ trang Liên Xô          | 7/1962   | 6/1964    |         |
| Không thiết lập chức vụ từ tháng 6/1964-11/1967 |                                             |          |              | |          |           |         |
| 6                                               | Matvey Timofeevich Nikitin (1911-1981)      |          | Thượng tướng | Tổng Tham mưu trưởng Lục quân Lực lượng Vũ trang Liên Xô Phó Tổng Tư lệnh thứ nhất Lục quân Lực lượng Vũ trang Liên Xô | 11/1967  | 3/1974    |         |
| 7                                               | Vladimir Zakharovich Yakushin (1923-1991)   |          | Thượng tướng | Tổng Tham mưu trưởng Lục quân Lực lượng Vũ trang Liên Xô Phó Tổng Tư lệnh Lục quân Lực lượng Vũ trang Liên Xô          | 4/1974   | 6/1981    |         |
| 8                                               | Dmitry Alexandrovich Grinkevich (1923-2009) |          | Thượng tướng | Tổng Tham mưu trưởng Lục quân Lực lượng Vũ trang Liên Xô Phó Tổng Tư lệnh thứ nhất Lục quân Lực lượng Vũ trang Liên Xô | 6/1981   | 10/1990   |         |
| 9                                               | Mikhail Petrovich Kolesnikov (1939-2007)    |          | Đại tướng    | Tổng Tham mưu trưởng Lục quân Lực lượng Vũ trang Liên Xô Phó Tổng Tư lệnh thứ nhất Lục quân Lực lượng Vũ trang Liên Xô | 10/1990  | 9/1991    |         |
| 10                                              | Yuri Dmitrievich Bukreev (1941-)            |          | Thượng tướng | Tổng Tham mưu trưởng Lục quân Lực lượng Vũ trang Liên Xô Phó Tổng Tư lệnh thứ nhất Lục quân Lực lượng Vũ trang Liên Xô | 9/1991   | 2/1992    |         |